# Кемпенфельт, Ричард
Ричард Кемпенфельт (англ. Richard Kempenfelt, 1718, Вестминстер − 29 августа 1782, Спитхед) — британский контр-адмирал.

## Биография
Ричард Кемпенфельт родился в семье шведского полковника, поступившего на британскую службу при правлении королевы Анны и дослужившегося до должности губернатора острова Джерси.
В ранней юности поступив на флот, Ричард был в январе 1741 года произведен в чин лейтенанта. Кемпенфельт служил в Вест-Индии во время так называемой войны за ухо Дженкинса. Вернувшись в 1746 году на родину, Кемпенфельт 17 января 1757 года был произведен в полные капитаны.
В должности флаг-капитана Кемпенфельт служил в Вест-Индии под командованием адмиралов Джорджа Покока и Сэмюэля Корниша. В 1779 году им была разработана книга сигналов для британского флота.
В мае 1779 года Кемпенфельт был назначен флаг-капитаном при командующем Флотом Канала адмирале Чарльзе Харди. После смерти последнего 18 мая 1780 года Кемпенфельд продолжал служить в той же должности при адмирале Фрэнсисе Гири. 26 сентября 1780 года Кемпенфельт был произведен в чин контр-адмирала синей эскадры и стал третьим по старшинству флагманом в командовании Флотом Канала.
После отставки правительства лорда Норта, Кемпенфельт был назначен вторым флагманом Западной эскадры под командованием адмиралов Хоррингтона и Хау. Во время Войны за независимость Кемпенфельт проявил себя как инициативный и агрессивный командир.
12 декабря 1781 года, командуя эскадрой из 12 линейных кораблей, Кемпенфельт получил приказ перехватить торговый караван, находящийся под охраной французской эскадры графа де Гишена, состоящей из 19 линейных кораблей. Контр-адмиралу удалось догнать у о. Уэссан флот противника и отрезать часть торгового каравана и 4 корабля охранения. Вступив с ними в бой, британской эскадре удалось повредить один из них, остальным военным кораблям удалось ускользнуть. Британцы потопили 2 или 3 торговых судна и 14 захватили.
В 1782 году Кемпенфельт выпустил новую книгу сигналов, основанную на французской системе.
В частной жизни проявлял большой интерес к евангелизму. Сохранилось несколько религиозных гимнов его сочинения.
29 августа 1782 года находящийся на рейде Спитхед под флагом Кемпенфельта 100-пушечный корабль «Ройял Джордж» перевернулся и затонул, в результате погибли адмирал и практически весь экипаж корабля.